# Els Arenys
Els Arenys – miejscowość w Hiszpanii, w Katalonii, w prowincji Lleida, w comarce Alt Urgell, w gminie El Pont de Bar.
Według danych INE w 2020 roku liczyła 7 mieszkańców – 3 mężczyzn i 4 kobiety. 